# Чемерско
Чемерско (мкд. Чемерско) је насеље у Северној Македонији, у јужном делу државе. Чемерско је насеље у оквиру општине Кавадарци.

## Географија
Чемерско је смештено у јужном делу Северне Македоније, близу државне границе са Грчком - 15 km јужно од насеља. Од најближег већег града, Кавадараца, насеље је удаљено 40 km јужно.
Насеље Чемерско се налази у планинској области Бошава. Насеље је смештено изнад долине речице Бошаве, а подно планине Кожуф, која се издиже јужно од насеља. Насеље је положено на приближно 680 метара надморске висине. 
Месна клима је континентална.

## Становништво
Чемерско је према последњем попису из 2002. године имало 20 становника.
Већинско становништво у насељу су етнички Македонци (100%).
Претежна вероисповест месног становништва је православље.